# Mil (unitat de longitud)
El mil és la mínima unitat de longitud en el sistema anglès de mesures. Equival a 0,0254 mil·límetres, en altres unitats: 25,4  micròmetres. S'utilitza per mesurar la longitud del cos vistos amb microscopis i se sol usar als Estats Units i Llatinoamèrica per mesurar gruixos i longituds molt curtes en àrees tècniques (com a aplicació de pintures o maquinat de peces).

## Equivalències
Un mil és igual a:
- 0,001 polzades
- 0,000083333333333 peus
- 0,000027777777777778 iardes